# Rosemary Goldie
Rosemary Goldie AO (* 1. Februar 1916 in Manly, Sydney, New South Wales, Australien; † 27. Februar 2010 ebenda) war eine australische römisch-katholische Theologin.

## Biografie
Goldie, die bei ihrer Großmutter und in einer Ordenseinrichtung aufwuchs, studierte nach dem Schulbesuch Kunst und erhielt 1936 ein Stipendium der Republik Frankreich für ein Studium an der Universität von Paris Sorbonne und begann dort unter dem Einfluss des Philosophen Jacques Maritain ihr Engagement in der römisch-katholischen Laienbewegung.
In den 1940er Jahren nahm sie eine Tätigkeit bei der international tätigen Studentenorganisation Pax Romana in Freiburg im Üechtland (Schweiz) auf. Bereits 1951 war sie für den 1. Weltkongress der Laienkirche in Rom tätig und begann im Anschluss daran ein Studium der katholischen Theologie an der Missionsakademie der Congregatio de Propaganda Fide sowie an zwei weiteren Päpstlichen Universitäten. 1964 erfolgte ihre Zulassung als eine der ersten Frauen als Hörerin zum Zweiten Vatikanischen Konzil, das zwischen 1962 und 1965 stattfand.
1967 wurde sie von Papst Paul VI. zur Untersekretärin im neugeschaffenen, allerdings noch vorläufigen, Päpstlichen Rat für die Laien (Pontificium Consilium pro Laicis) berufen. Sie war damit die erste Frau überhaupt auf einem Leitungsposten im Vatikan. Eine derartige hochrangige Stellung erreichten nach ihr zunächst nur noch Enrica Rosanna in der Ordenskongregation sowie Flaminia Giovanelli im Päpstlichen Rat für Gerechtigkeit und Frieden. Im Pontifikat von Papst Franziskus wurden ab 2013 mehrere Frauen zu Untersekretärinnen und 2021 mit Alessandra Smerilli erstmals eine Sekretärin eines Dikasteriums ernannt.
Nachdem der bis dahin vorläufige Päpstliche Rat für die Laien am 10. Dezember 1976 durch das Motu Proprio Apostolatus Peragendi zum festen Dikasterium innerhalb der römischen Kurie wurde, entfiel ihre Position im Rahmen der Umstrukturierung.
Sie selbst nahm daraufhin einen Ruf als Professorin für Pastoraltheologie an der Päpstlichen Lateranuniversität an. Nach ihrer Emeritierung war sie dort weiterhin als Tutorin tätig und als solche auch Betreuerin von Studenten bei der Verfassung wissenschaftlicher Arbeiten.
Der Erzbischof von Sydney, Kardinal George Pell, würdigte Goldie als "große Vorkämpferin der katholischen Laien". Ungeachtet ihrer zierlichen Gestalt habe sie energisch und unermüdlich für die Rolle der Frau in der Kirche gearbeitet. Noch 2002 war Goldie nach Rom gereist, um an einer Versammlung des Päpstlichen Laienrats teilzunehmen.
Anlässlich des Besuches von Papst Benedikt XVI. in Australien (2008) stattete dieser ihr in ihrem Wohnsitz in einem Altenheim in Sydney einen Besuch ab.